# Liste der Orgeln im Landkreis Märkisch-Oderland
Diese Liste enthält die Pfeifenorgeln im Landkreis Märkisch-Oderland in Brandenburg.

## Orgeln (Auswahl)
| Ort                          | Gebäude                                      | Bild | Erbauer                    | Jahr                   | Manuale | Register | Bemerkungen |
| ---------------------------- | -------------------------------------------- | ---- | -------------------------- | ---------------------- | ------- | -------- | --- |
| Altglietzen                  | Dorfkirche                                   |      | Wilhelm Sauer              | 1903                   | II/P    | 20       | 1945 beschädigt, 1956 Instandsetzung und Umdisponierung durch Karl Gerbig, 1971 Erneuerung der Membranen durch Fahlberg, umfangreiche Restaurierung geplant |
| Altlandsberg                 | St. Marien                                   |      | Wilhelm Sauer              | 1894                   | II/P    | 20       | 1960 Umbau mit neuem Prospekt durch Eule, seit 2001 Sanierung durch Sauer |
| Altlewin                     | Dorfkirche                                   |      | Jehmlich                   | 1964                   | I/p     | 4        | [ 3 ] |
| Altmädewitz                  | Dorfkirche                                   |      | Lang & Dinse               | 1845                   | I/P     | 11       | 2015 Reparaturen und neue Pedalklaviatur durch Fahlberg |
| Altranft                     | Dorfkirche                                   |      | Friedrich Kienscherf       | 1861                   | II/P    | 12       | 1952 Instandsetzung durch Sauer, 1995 Restaurierung durch Fahlberg, seit 2003 elektronische Orgel davor |
| Altreetz                     | Dorfkirche                                   |      | Carl August Buchholz       | 1840                   | II/P    | 18       | 1917 Abgabe der Prospektpfeifen, ansonsten erhalten, 1997 Instandsetzung durch Ulrich Fahlberg |
| Altwustrow                   | Dorfkirche                                   |      | Lang & Dinse               | 1845                   | I       | 5        | ursprünglich I/P, 10, 1978 Umdisponierung und Umbau durch Fahlberg, 2000 Einlagerung der Pfeifen, 2008 Wiederaufbau durch Eberswalder Orgelbauwerkstatt |
| Bad Freienwalde              | St. Nikolai                                  |      | Orgelbau Sauer             | 1976                   | II/P    | 19       | in Gehäuse von Joachim Wagner von 1728 |
| Bad Freienwalde              | Katholische Kirche Maria, Hilfe der Christen |      | Orgelbau Sauer             | 1980                   | I/P     | 8        | Serieninstrument Typ I |
| Bad Freienwalde              | Missionshaus Malche                          |      | Eule Orgelbau              | 1961                   | II/P    | 14       | [ 10 ] |
| Bad Freienwalde              | Missionshaus Malche, Lehrsaal                |      | Orgelbau Sauer             | 1965                   | I/p     | 4        | |
| Biesdorf                     | Dorfkirche                                   |      | Georg Mickley              | 1860                   | I/p     | 8        | 1917 Prospektpfeifen abgegeben, 1945 Beschädigungen, 2008–2013 Restaurierung durch Jörg Stegmüller |
| Bollensdorf                  | Dorfkirche                                   |      | Heinrich Wittig            | 1862                   | I/P     | 6        | 1911 Pedalregister durch A. Schuke |
| Bralitz                      | Dorfkirche                                   |      | Wilhelm Sauer              | 1890                   | II/P    | 13       | 2015 Restaurierung durch Sauer |
| Brunow                       | Dorfkirche                                   |      | unbekannt                  | nach 1800              | I/P     | 7        | zuerst in Pritter bei Stettin, daher ein Orgelbauer von dort vermutet (Georg Friedrich Grüneberg?), 1857 nach Naugard, 1903 nach Brunow durch Barnim Grüneberg, 1917 Abgabe von Prospektpfeifen, 1950 Umdisponierung durch Gerbig, heute erheblich beschädigt, nicht spielbar, älteste erhaltene Orgel im Landkreis |
| Buckow                       | Stadtkirche                                  |      | Eule Orgelbau              | 1956                   | II/P    | 19       | [ 17 ] |
| Buckow                       | Katholische Heilig-Geist-Kirche              |      | Eule Orgelbau              | 1960                   | II/P    | 9        | [ 18 ] [ 19 ] |
| Cöthen                       | Dorfkirche                                   |      | Albert Kienscherf          | 1900                   | I/P     | 8        | in Gehäuse des Kantors E. G. Menger von 1840/43, seit 1945 keine Pfeifen mehr |
| Dahlwitz-Hoppegarten         | Dorfkirche Dahlwitz                          |      | Gebrüder Dinse             | 1907                   | II/P    | 9        | kleinere Umdisponierungen 1933 durch Schuke und 1966 durch Ludwig Glöckner, 2018 Restaurierung |
| Dahmsdorf                    | Dorfkirche                                   |      | Orgelbau Sauer             | 1961                   | I       | 4        | Meisterstück von Gerhard Spallek |
| Dannenberg                   | Dorfkirche                                   |      | Fr. Kienscherf, Söhne      | 1894                   | I/P     | 7        | nach 1949 Umdisponierung |
| Döbberin                     | Dorfkirche                                   |      | Wilhelm Sauer              | 1872                   | I/P     | 8        | 2014 Restaurierung durch Scheffler |
| Dolgelin                     | Evangelischer Gemeindesaal                   |      | Schuke Orgelbau            | 1958                   | I/P     | 7        | zuerst in Erlöserkirche Potsdam, 1982 nach Dolgelin umgesetzt |
| Eggersdorf (bei Petershagen) | Dorfkirche                                   |      | Schuke Orgelbau            | 1973                   | II/P    | 10       | [ 29 ] [ 30 ] |
| Falkenberg                   | Dorfkirche                                   |      | Albert Kienscherf          | 1902                   | II/P    | 18       | 1934 Erweiterung und Umdisponierung durch Karl Gerbig, 1945 Beschädigung, 1955 Umdisponierung und Instandsetzung durch Gerbig, nicht mehr genutzt |
| Falkenberg                   | Dorfkirche                                   |      | Schuke Orgelbau            | 1982                   | I/P     | 7        | auf der Südempore |
| Falkenhagen                  | Dorfkirche                                   |      | Carl August Buchholz       | um 1848                | II/P    | 12       | zuerst in Soldin, Neumark, 1926 nach Wolgast, Petrikirche, 1999 nach Falkenhagen, restauriert durch Scheffler |
| Frankenfelde                 | Dorfkirche                                   |      | Georg Mickley              | 1852                   | I/P     | 6        | ursprünglich I/4, 1909 Pedaleinbau durch Gustav Heinze, 1945 Verlust vieler Pfeifen, seit etwa 1960 nicht mehr spielbar, 2001 Generalinstandsetzung durch Markus Roth |
| Fredersdorf                  | Dorfkirche                                   |      | Orgelbau Sauer             | 1970                   | I/P     | 6        | Serieninstrument Typ N |
| Freudenberg                  | Dorfkirche                                   |      | Hermann Kienscherf         | 1893                   | II/P    | 10       | 1995 Restaurierung durch Fahlberg, 2015 neue Zinnprospektpfeifen durch Eberswalder Orgelbauwerkstatt |
| Friedersdorf                 | Dorfkirche                                   |      | Orgelwerkstatt Wegscheider | 1999                   | I/P     | 15       | Barockisierender Prospekt nach Bild der Orgel von etwa 1708 |
| Garzin                       | Dorfkirche                                   |      | Friedrich Kienscherf       | 1856                   | I/P     | 5        | ursprünglich I/P, 10, später fünf Registerzüge entfernt |
| Gersdorf                     | Dorfkirche                                   |      | Georg Mickley              | um 1853                | I/P     | 10       | 2004 neue Farbfassung des Prospekts, 2014 Instandsetzung durch Eberswalder Orgelbauwerkstatt, zwei Register spielbar |
| Gorgast                      | Dorfkirche                                   |      | Orgelbau Sauer             | 1969                   | II/P    | 11       | [ 41 ] |
| Groß Neuendorf               | Dorfkirche                                   |      | Schuke Orgelbau            | 1949                   | I/P     | 8        | zuerst in Friedhofskapelle, 1961 umgesetzt in Kirche |
| Gusow                        | Dorfkirche                                   |      | Orgelbau Sauer             | 1961                   | I/P     | 7        | Serieninstrument Typ L, zuerst in Gemeinde Alt-Pankow in Berlin, 1969 Umsetzung in Schinkelkirche Seelow, 2010 nach Gusow |
| Harnekop                     | Dorfkirche                                   |      | Gustav Heinze              | 1907                   | I/P     | 5        | 1917 Abgabe der Prospektpfeifen, 1945 Verlust vieler Pfeifen, 1953 Reparatur durch Gerbig, heute nicht spielbar |
| Haselberg                    | Dorfkirche                                   |      | Jehmlich Orgelbau          | 1965                   | I/P     | 6        | 1997 Instandsetzung nach Wasserschäden durch Eberswalder Orgelbauwerkstatt |
| Hasenholz                    | Dorfkirche                                   |      | Gebrüder Dinse             | 1906                   | I/P     | 7        | 1917 Abgabe der Prospektpfeifen, 1952 Umdisponierung durch Gerbig |
| Heckelberg                   | Dorfkirche                                   |      | Friedrich Kienscherf       | 1860                   | II/P    | 16       | 1917 Abgabe der Prospektpfeifen, 1945 Verlust vieler Pfeifen, 1991 Instandsetzung durch Fahlberg |
| Hennickendorf                | Dorfkirche                                   |      | Albert Lang                | 1877                   | I/P     | 8        | 1996 Reinigung |
| Herzfelde                    | Dorfkirche                                   |      | Ferdinand Dinse            | 1868                   | II/P    | 10       | 1917 Prospektpfeifen abgegeben, 1945 beschädigt, 1950–1958 instand gesetzt durch Sauer |
| Hönow                        | Dorfkirche                                   |      | Orgelbau Sauer             | 1953                   | I/P     | 10       | mit 6 Registern begonnen, 1998 Vervollständigung durch Wolter |
| Hohensaaten                  | Dorfkirche                                   |      | Georg Mickley              | 1874                   | II/P    | 9        | 1954 Umdisponierung durch Gerbig, 2019 Restaurierung geplant |
| Hoppegarten                  | Dorfkirche                                   |      | Friedrich Kienscherf       | zwischen 1856 und 1890 | I/P     | 4        | Erbauungsjahr unbekannt, zwei Leerschleofen |
| Kienitz                      | Dorfkirche                                   |      | Orgelbau Sauer             | 1962                   | I       | 3        | Positiv Serieninstrument Typ Z |
| Klosterdorf                  | Dorfkirche                                   |      | Wilhelm Remler             | 1872                   | I/P     | 6        | 1917 Abgabe der Prospektpfeifen |
| Kunersdorf                   | Dorfkirche                                   |      | Jehmlich Orgelbau          | 1971                   | I/P     | 5        | [ 56 ] |
| Lebus                        | Stadtkirche St. Marien                       |      | Orgelbau Sauer             | 1971                   | I/P     | 8        | Serieninstrument Typ I, zuerst in Gemeindehaus der St. Marien-Kirche in Frankfurt (Oder), 1983 nach Lebus umgesetzt |
| Libbenichen                  | Dorfkirche                                   |      | Schuke Orgelbau            | 1970                   | I/P     | 9        | [ 58 ] |
| Lichtenow                    | Dorfkirche                                   |      | Albert Lang                | 1897                   | I/P     | 6        | [ 59 ] |
| Lietzen                      | Dorfkirche                                   |      | Orgelbau Sauer             | 1970                   | I/P     | 6        | Serieninstrument Typ N |
| Lietzen Nord                 | Komtureikirche                               |      | Orgelbau Sauer             | 1990                   | I/p     | 4        | Serieninstrument Typ H |
| Lüdersdorf                   | Dorfkirche                                   |      | Friedrich Marx             | 1821                   | I       | 8        | ohne Pedal, nach 1950 erhebliche Verluste von Pfeifen in nicht mehr genutzter Kirche, nach 1989 Teilsanierung durch Markus Roth |
| Manschnow                    | Dorfkirche                                   |      | Orgelbau Sauer             | 1969                   | I/P     | 6        | Serieninstrument Typ N |
| Marxdorf                     | Dorfkirche                                   |      | Orgelbau Sauer             | 1963                   | I       | 4        | Privatorgel von Kantor Hans Stein aus Frankfurt (Oder), 1968 nach Marxdorf umgesetzt |
| Neuenhagen bei Berlin        | Kirche Neuenhagen Nord                       |      | Gebrüder Dinse             | 1898 oder 1904         | II/P    | 15       | 1960 Instandsetzung und Umdisponierung durch Schuke |
| Neuenhagen (Bad Freienwalde) | Dorfkirche                                   |      | Paul Bütow                 | 1902                   | II/P    | 10       | 2011 Restaurierung durch Eberswalder Orgelbauwerkstatt als einzige fast unverändert erhaltene Bütow-Orgel, 2013 schwere Beschädigung durch Brand, 2015 Wiederherstellung durch Schuke |
| Neuentempel                  | Dorfkirche                                   |      | E. F. Walcker & Cie.       | 1954                   | I       | 4        | ursprünglich in Neukirchen-Vluyn, Nordrhein-Westfalen, später nach Falkenhagen, Märkisch-Oderland, 1999 nach Neuentempel |
| Neuhardenberg                | Schinkel-Kirche                              |      | Orgelbau-Anstalt W. Sauer  | 1924                   | II/P    | 14       | Neubau hinter Prospekt von Johann Simon Buchholz nach einem Entwurf von Karl Friedrich Schinkel von 1817 |
| Neuküstrinchen               | Dorfkirche                                   |      | Wilhelm Sauer              | 1910                   | II/P    | 18       | 1917 Abgabe der Prospektpfeifen, 2000/01 Restaurierung durch Sauer |
| Neulietzegöricke             | Dorfkirche                                   |      | Lang & Dinse               | 1843 (oder 1845?)      | I/P     | 10       | 1917 Abgabe der Prospektpfeifen, um 1950 Umdisponierung und Instandsetzung, 2016/17 Rekonstruktion der ursprünglichen Disposition durch Scheffler |
| Neutornow                    | Dorfkirche                                   |      | Karl Gerbig                | 1929–1930              | II/P    | 11       | 1997 und 2010 Restaurierung und Instandsetzung durch Eberswalder Orgelbauwerkstatt |
| Neutrebbin                   | Dorfkirche                                   |      | Orgelbau Sauer             | 1985                   | I/P     | 8        | Serieninstrument Typ I |
| Niederjesar                  | Dorfkirche                                   |      | Vier Orgelbau              | 1973                   | II/P    | 17       | ursprünglich in Gemeindesaal der Jakobuskirche in Karlsruhe, 2013 nach Niederjesar umgesetzt durch Mike Zuber |
| Obersdorf                    | Dorfkirche                                   |      | Eule Orgelbau              | 1959                   | I/P     | 5        | zuerst in Jahnsfelde, 1983 nach Obersdorf |
| Ortwig                       | Dorfkirche                                   |      | Orgelbau Sauer             | 1962                   | I       | 3        | Serieninstrument Typ Z, zuerst in Leipzig-Markkleeberg, 1966 nach Ortwig umgesetzt |
| Petershagen bei Eggersdorf   | Petruskirche                                 |      | Gebrüder Dinse             | 1910                   | II/P    | 12       | 2004 Generalinstandsetzung durch Fahlberg |
| Petershagen bei Eggersdorf   | Katholische Kirche St. Hubertus              |      | Schuke Orgelbau            | 1966                   | II/P    | 16       | [ 81 ] |
| Petershagen (Zeschdorf)      | Dorfkirche                                   |      | Wilhelm Sauer              | 1883                   | I/P     | 6        | 2002 Schmelzwasserschäden, spielbar, aber dringend restaurierungsbedürftig |
| Platkow                      | Evangelischer Gemeindesaal                   |      | Orgelbau Sauer             | 1979                   | I       | 3        | Serieninstrument Typ L |
| Prädikow                     | Dorfkirche                                   |      | Albert Lang                | 1881                   | I/P     | 7        | dringend restaurierungsbedürftig |
| Prötzel                      | Schlosskirche                                |      | Karl Gerbig                | 1959                   | I/P     | 7        | 2001 Restaurierung durch Eberswalder Orgelbauwerkstatt, 2003 Diebstahl von Metallpfeifen, 2011 Instandsetzung durch Eberswalder Orgelbauwerkstatt mit neuer Prospektgestaltung |
| Rehfelde                     | Dorfkirche                                   |      | Ferdinand Dinse            | 1861                   | I/P     | 8        | nicht spielbar, seit 2008 elektronische Orgel, Restaurierung nach Kirchensanierung geplant |
| Reichenow                    | Dorfkirche                                   |      | Jehmlich Orgelbau          | 1970                   | I/P     | 6        | [ 89 ] |
| Rüdersdorf                   | Hoffnungskirche                              |      | Axel Stüber                | 1988                   | III/P   | 13       | im Gehäuse von 1806, mit Pfeifenmaterial von Albert Kienscherf von 1910 |
| Rüdersdorf                   | Hoffnungskirche                              |      | Axel Stüber                | 1992                   | I       | 3        | Positiv |
| Rüdersdorf Kalkberge         | Kirche                                       |      | Karl Schuke                | 1964                   | II/P    | 21       | ursprünglich in Markuskirche in Leverkusen, 2005 umgesetzt durch K. Schuke |
| Schulzendorf                 | Dorfkirche                                   |      | Georg Mickley              | 1859                   | I/P     | 9        | 1953 Instandsetzung und Umdisponierung durch Karl Gerbig |
| Seelow                       | Stadtkirche                                  |      | Bryceson Brothers          | 1893                   | II/P    | 17       | ursprünglich in Wuppertal, 2010 umgesetzt und rekonstruiert durch Eberswalder Orgelbauwerkstatt |
| Sternebeck                   | Kirche                                       |      | Karl Gerbig                | 1958                   | I/P     | 5        | nicht spielbar |
| Strausberg                   | St. Marien                                   |      | Orgelbauanstalt W. Sauer   | 1929                   | III/P   | 40       | in Gehäuse von Ernst Julius Marx von 1773/74 – Orgel |
| Strausberg                   | St. Josef, katholisch                        |      | Orgelbau-Anstalt W. Sauer  | 1962                   | II/P    | 12       | Orgel |
| Wegendorf                    | Dorfkirche                                   |      | Jehmlich Orgelbau          | 1960                   | I/P     | 5        | zuerst in Magdeburger Markusgemeinde, 1980 nach Schwanebeck, 2016 nach Wegendor |
| Werder                       | Dorfkirche                                   |      | Lang & Dinse               | 1858                   | I/P     | 7        | seit etwa 1983 nicht spielbar |
| Wilkendorf                   | Dorfkirche                                   |      | Gebrüder Dinse             | 1904                   | I/P     | 6        | alle Pfeifen ausgebaut und teilweise verloren |
| Wölsickendorf                | Dorfkirche                                   |      | Gebrüder Dinse             | 1885                   | I/P     | 7        | 1997 Instandsetzung durch Fahlberg |
| Wriezen                      | St. Marien                                   |      | Schuke Orgelbau            | 1952                   | II/P    | 6        | in vorher zerstörter Kirche (nach Wagner-Orgel) |
| Wriezen                      | St. Laurentius                               |      | Paul Voelkner              | 1913                   | II/P    | 18       | [ 105 ] |
| Wulkow (Neuhardenberg)       | Dorfkirche                                   |      | Orgelbau Sauer             | 1974                   | I/P     | 8        | Serieninstrument Typ I, ursprünglich in Schinkelkirche Neuhardenberg, 2003 umgesetzt nach Wulkow |
| Wuschewier                   | Schul- und Bethaus                           |      | Georg Mickley              | 1850                   | I/p     | 6        | erstes Werk von Mickley, 1997/98 rekonstruiert und restauriert von Scheffler |
| Zinndorf                     | St. Annen-Kirche                             |      | Gebrüder Dinse             | 1883                   | I/P     | 8        | 1959 Umdisponierung durch Schuke, 1994 Restaurierung durch Scheffler |